# Cebrio labouli
Cebrio labouli is een keversoort uit de familie Cebrionidae. De wetenschappelijke naam van de soort is voor het eerst geldig gepubliceerd in 1935 door Pic.